# María del Rosario Espinoza
María del Rosario Espinoza (La Brecha, Sinaloa; 29 de noviembre de 1987) es una deportista mexicana que compitió en taekwondo. Campeona olímpica en Pekín 2008.

## Carrera deportiva
El 23 de agosto de 2008 obtuvo la medalla de oro en los Juegos Olímpicos de Pekín. Venció a la noruega Nina Solheim por marcador de 3-1, tras lo que se proclamó campeona de taekwondo en la modalidad de +67 kg, en el Gimnasio de la Universidad de Ciencia y Tecnología de Pekín. Es la segunda mujer mexicana en conquistar una medalla de oro en Juegos Olímpicos después de la levantadora de pesas Soraya Jiménez que previamente lo había logrado en Sídney 2000.
En los Juegos Olímpicos de Londres 2012, consiguió la medalla de bronce ante la cubana Glenhis Hernández, por lo que se convirtió en doble medallista olímpica en la categoría +67 kg y posteriormente ganó medalla de plata en los Juegos Olímpicos de Río 2016. Por ello, es la primera mexicana en ganar medalla en tres ediciones de los Juegos.
Es la segunda deportista mexicana, después de Ernesto Canto, que gana todas las competencias del denominado ciclo olímpico, solo que, a diferencia del primero, Espinoza no lo realizó en el mismo periodo.
A lo largo de su carrera ganó tres medallas en el Campeonato Mundial de Taekwondo entre los años 2007 y 2019, y cinco medallas en el Campeonato Panamericano de Taekwondo entre los años 2010 y 2021. En los Juegos Panamericanos consiguió dos medallas en los años 2007  y 2015.
Además, obtuvo dos medallas de oro en los Juegos Centroamericanos y del Caribe en las ediciones de 2010 y 2014.
En noviembre de 2022, anunció su retiro como atleta de taekwondo.
En marzo de 2022, anunció que se unió como entrenadora de la selección nacional de para-taekwondo, con miras a la preparación del equipo que enfrentará este año el Campeonato Mundial de la especialidad y los Juegos Parapanamericanos Santiago 2023.

## Palmarés internacional
| Juegos Olímpicos                     | Juegos Olímpicos         | Juegos Olímpicos  | Juegos Olímpicos |
| Año                                  | Lugar                    | Medalla           | Categoría        |
| ------------------------------------ | ------------------------ | ----------------- | ---------------- |
| 2008                                 | Pekín (China)            | Medalla de oro    | +67 kg           |
| 2012                                 | Londres (Reino Unido)    | Medalla de bronce | +67 kg           |
| 2016                                 | Río de Janeiro (Brasil)  | Medalla de plata  | +67 kg           |
| Campeonato Mundial                   |                          |                   |                  |
| Año                                  | Lugar                    | Medalla           | Categoría        |
| 2007                                 | Pekín (China)            | Medalla de oro    | –72 kg           |
| 2017                                 | Muju (Corea del Sur)     | Medalla de bronce | –73 kg           |
| 2019                                 | Mánchester (Reino Unido) | Medalla de plata  | –73 kg           |
| Juegos Panamericanos                 |                          |                   |                  |
| Año                                  | Lugar                    | Medalla           | Categoría        |
| 2007                                 | Río de Janeiro (Brasil)  | Medalla de oro    | +67 kg           |
| 2015                                 | Toronto (Canadá)         | Medalla de plata  | +67 kg           |
| Campeonato Panamericano              |                          |                   |                  |
| Año                                  | Lugar                    | Medalla           | Categoría        |
| 2010                                 | Monterrey (México)       | Medalla de oro    | –73 kg           |
| 2014                                 | Aguascalientes (México)  | Medalla de plata  | –73 kg           |
| 2016                                 | Querétaro (México)       | Medalla de oro    | –73 kg           |
| 2018                                 | Spokane (Estados Unidos) | Medalla de plata  | –73 kg           |
| 2021                                 | Cancún (México)          | Medalla de plata  | –73 kg           |
| Juegos Centroamericanos y del Caribe |                          |                   |                  |
| Año                                  | Lugar                    | Medalla           | Categoría        |
| 2006                                 | Cartagena (Colombia)     | Medalla de bronce | –67 kg           |
| 2010                                 | Mayagüez (Puerto Rico)   | Medalla de oro    | –73 kg           |
| 2014                                 | Veracruz (México)        | Medalla de oro    | –73 kg           |

## Premios y reconocimientos
- Premio Nacional del Deporte, 2021[10]